# غردينية صخرية
غردينية صخرية (الاسم العلمي:Gardenia saxatilis) هي نوع من النباتات يتبع جنس غردينية من الفصيلة الفوية.